# Chamblet
Chamblet – miejscowość i gmina we Francji, w regionie Owernia-Rodan-Alpy, w departamencie Allier.

## Demografia
Według danych na rok 2007 gminę zamieszkiwało 1064 osób, a gęstość zaludnienia wynosiła 52 osoby/km². Wśród 1310 gmin Owernii Chamblet plasuje się na 437. miejscu pod względem powierzchni. W styczniu 2015 r. Chamblet zamieszkiwało 1105 osób, przy gęstości zaludnienia wynoszącej 53,9 osób/km².